# نظرة في الفوضى
نظرة في الفوضى (بالألمانية: Blick ins Chaos) سلسلة مقالات من تأليف الكاتب السويسري الألماني هرمان هيسه (1877-1962)، نُشرت للمرة الأولى في عام 1920، استخدم هيسه في كتابة المقالات عناصر من التحليل النفسي بعد أن تأثر به بعد خضوعه شخصياً للعلاج النفسي.

## وصلات خارجية
- نظرة في الفوضى، على كتب جوجل.
- نظرة في الفوضى، على الفهرس العالمي.
- نظرة في الفوضى، على موقع أمازون.
- نظرة في الفوضى، على مكتبة جامعة ميشيغان.